# Dimple Minds
Dimple Minds é uma banda de punk rock alemã formada em Bremen no ano 1986.
A sua música caracteriza-se como sendo um punk rock muito próximo do Metal, com textos sempre acompanhados de uma certa ironia, onde o álcool tem sempre um papel central: "Alles was wir wollen, ist Fußball, Rock und Bier und geile Frauen" (O que a gente quer é futebol, rock, cerveja e boas mulheres).
Os Dimple Minds venderam até agora cerca de 250.000 CDs.[carece de fontes?] O álbum de 1990 "Volle Kelle live" chegou até ao 68º lugar do top alemão, tendo sido o seu maior sucesso comercial.

## Membros actuais
- Ladde (Lars Löding): Voz
- Ole (Olaf Paskarbeit): Guitarra
- Mao (Marco Liebing): Baixo / voz
- Stefan Ulrich: Bateria

## Discografia (Álbuns)
- Krank not dead (2014)
- Toleranz ist heilbar (2007)
- Prollsport (2002)
- Häppy Hour (1999)
- Monsterhits:Best Of (1998)
- Drunk On Arrival (1997)
- Maximum Debilum (1996)
- Durch und durch durch…ao vivo em Alzheim (1995)
- Die Besten trinken aus (1993)
- Helden der Arbeit (1991)
- Durstige Männer (1990)
- Volle Kelle live (1990)
- Der Maurer und der König (1989)